# Trentepohlia (Mongoma) albangusta
Trentepohlia (Mongoma) albangusta is een tweevleugelige uit de familie steltmuggen (Limoniidae). De soort komt voor in het Australaziatisch gebied.